# Basílica de Saint-Denis
La basílica de Saint-Denis (en francès Basilique Saint-Denis) és una església d'estil gòtic al municipi de Saint-Denis, al nord de la ciutat de París, a la regió de l'Illa de França. Té l'estatus de catedral des del 1966, però continua essent una abadia.

## Història
Del Baix Imperi ençà, existia un cementiri a Saint-Denis. Al segle iv es va construir un mausoleu al mateix lloc on es troba avui l'altar major. Al segle v, santa Genoveva va adquirir les terres del voltant i hi va fer construir una església, que va ser ampliada en dues ocasions durant l'època merovíngia, especialment durant el regnat de Dagobert I. Cap a l'any 630, hi va ser enterrat sant Dionís (primer bisbe de París) amb els seus dos companys: el sacerdot Rústic i el diaca Eleuteri. Cap al 750 es va començar a construir un nou santuari per ordre de Pipí I el Breu. Durant l'època carolíngia s'hi va construir una església de planta basilical, amb tres naus i un transsepte, edifici que es va anar renovant fins al segle xiv. Durant la primera meitat del segle xii, l'abat Suger, conseller de Lluís VI i de Lluís el Jove, va fer enderrocar l'església carolíngia i construir-ne una de gòtica. Amb Suger, l'abadia va adquirir molta més importància: s'hi guardaven relíquies i va esdevenir necròpolis reial i dinàstica.
Des de la mort d'Hug Capet, la basílica conté les tombes dels reis de França, amb l'excepció de Felip I, que fou enterrat al monestir de Saint-Benoît-sur-Loire.
El primer dels reis capets, Hug, fou abat laic de Saint-Denis, el qual aprofità el potencial de l'abadia per tal de reforçar el seu poder.
El 22 d'agost de 1291 una butlla del papa Nicolau IV, firmada a Orvieto, va ratificar la butlla de Celestí III que atorgava als religiosos de Saint-Denis el privilegi de no estar sotmesos a cap sanció canònica per part de ningú excepte els seus abats, sempre que no disposessin d'una llicència especial per part del pontífex.
A l'abadia de Saint-Denis, els reis de França hi acudien a resar i agafar l'oriflama abans de marxar a la guerra o a les croades.
El 1576, durant les guerres de religió, els protestants i els catòlics hi van mantenir una violenta batalla, i el 1593 Enric IV va abjurar el protestantisme.

## Saint-Denis i el seu patrimoni

### Arquitectura
La basílica de Saint-Denis, és la primera de la llista dels Monuments històrics de 1840. Els arquitectes que van participar en la restauració van ser:
- 1809 – 1813: Jacques Célerier
- 1813 – 1846: François Debret. Sota la direcció d'aquest arquitecte es van detectar unes esquerdes a la torre nord, fet que va obligar a enderrocar-la. En aquell moment, es va creure que l'Escola de Belles Arts no preparava adequadament als seus arquitectes per tal d'intervenir a la restauració dels edificis antics. A partir d'aquí, va sorgir la idea de la preparació especifica per als arquitectes que es dediquessin a la restauració de monuments històrics d'aquella època.
- 1846 – 1879: Eugène Viollet-le-Duc.[1] Es feu càrrec de la restauració de l'edifici salvant-lo de la ruina. Va finalitzar la restauració rectificant gran part del que havia realitzat Debret i va reorganitzar les tombes reials que actualment encara es conserven.

### Orgue

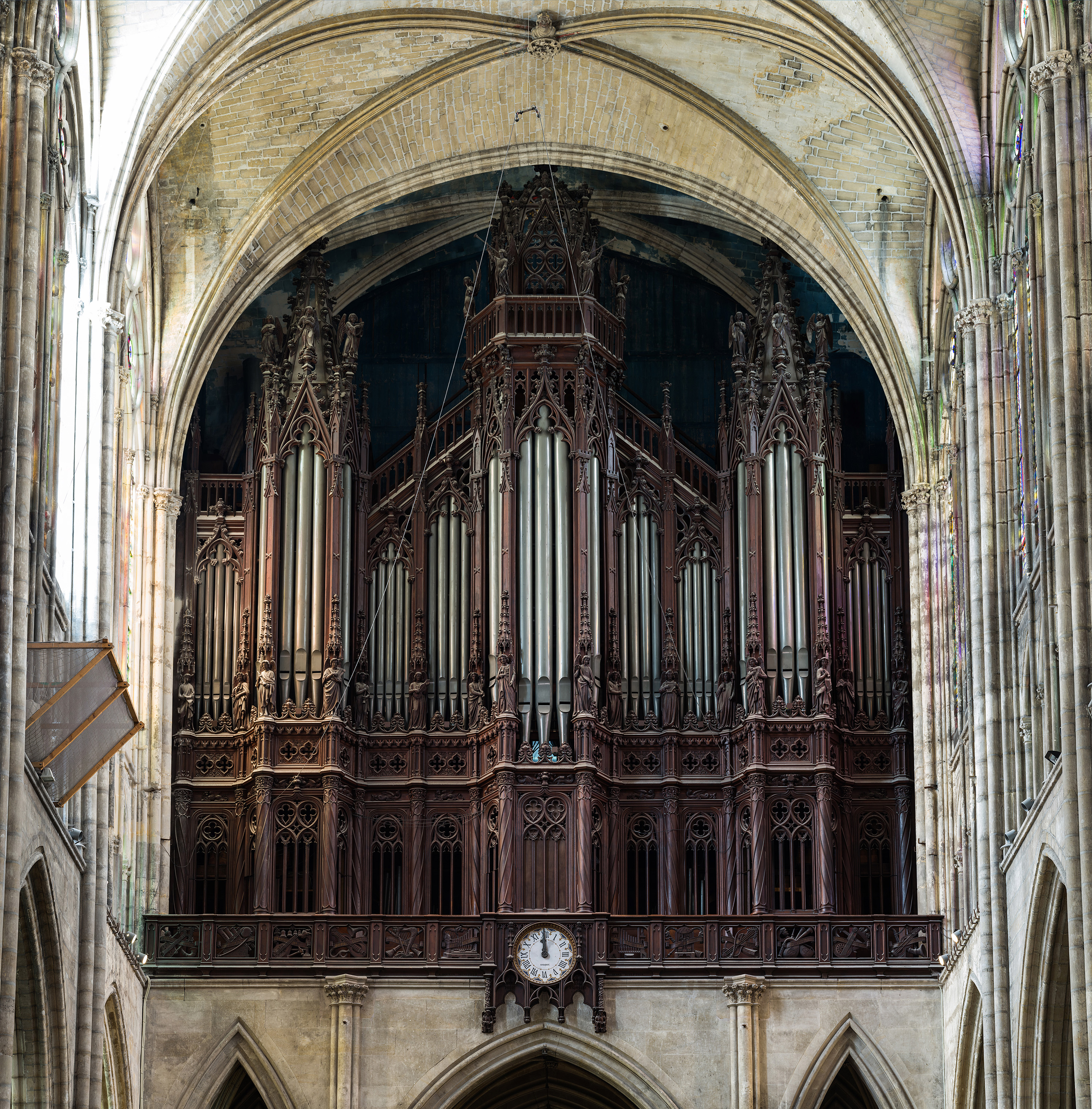
Orgue de la Basílica de Saint-Denis

Una altra obra que conté la basílica és el primer orgue realitzat per Aristides Cavaillé-Coll. Aquest instrument, construït el 1840, inaugurat el 21 de setembre 1841, pel famós organista Prosper-Charles Simon, inclou un nombre considerable d'innovacions convertint-lo en un prototip únic a tot el món, iniciant l'era de l'orgue romàntic (tot i que és considerat com a orgue clàssic francès). Dotat de seixanta nous jocs repartits en tres teclats i pedaler (però sobre quatre plans sonors manuals) es conserva, quasi íntegre, en el seu estat original, fet que el converteix en un dels instruments més destacats de França. Es classificat com a Monuments històrics. ·  · 
Lista de recent organistas titular :
- 1896-1937: Henri Libert
- 1937-1977: Henri Heurtel
- 1977-1987: vacant (restauració)
- 1987-2018: Pierre Pincemaille
- 2018-Actual : Quentin Guerillot

## La basílica com a panteó dels reis de França

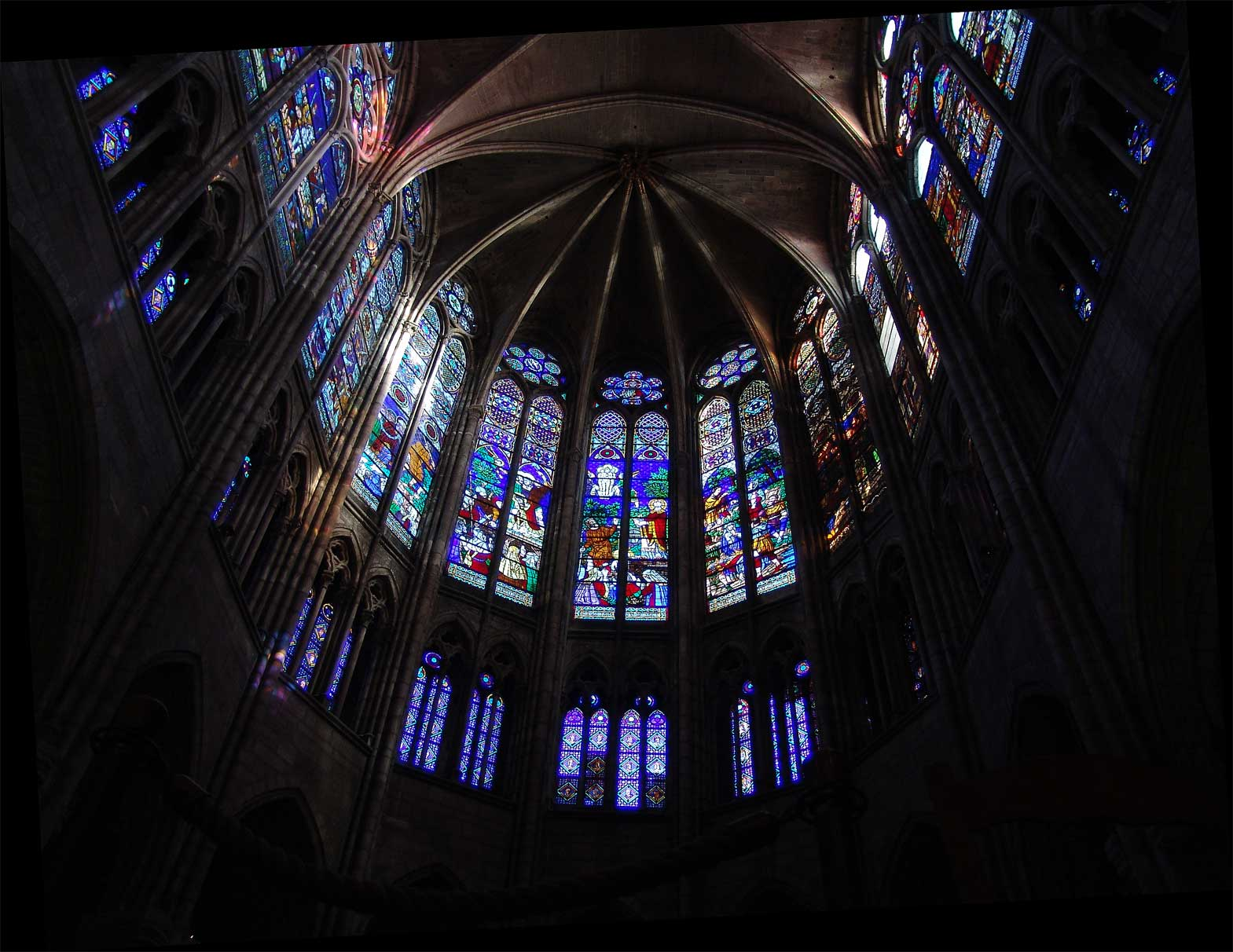
Vitrall de la basílica de Saint-Denis.

Dagobert I fou el primer rei que va voler ser enterrat a Saint-Denis. De fet, i donada la seva condició de necròpolis dels reis de França, la basílica ha tingut un paper important en la història del patrimoni de França. El 1793, durant la Revolució Francesa, la majoria de sepultures van ser profanades, i les despulles es van enterrar a un ossari de la cripta.
Napoleó Bonaparte va ordenar les primeres restauracions de les tombes reials el 1805. L'any 1816 Lluís XVIII va encarregar la reconstrucció de la necròpoli reial, reubicant les restes dels Borbons a les seves respectives sepultures. A més, va fer traslladar a la basílica les despulles del seu germà Lluís XVI i la seva esposa Maria Antonieta d'Àustria que havien estat executats durant la Revolució.
Avui, les tombes són exposades al transsepte, el cor i el deambulatori de l'església, com també a la a cripta. En elles són inhumades bona part dels reis i reines de França, així com altres persones reials i nobles. Des d'un punt de vista artístic, són veritablement destacables els mausoleus de Lluís XII, d'Anna de Bretanya, de Francesc I i el d'Enric II.

### Reis i reines soterrats
- Dagobert I, rei dels francs
- Pipí I el Breu, rei dels francs

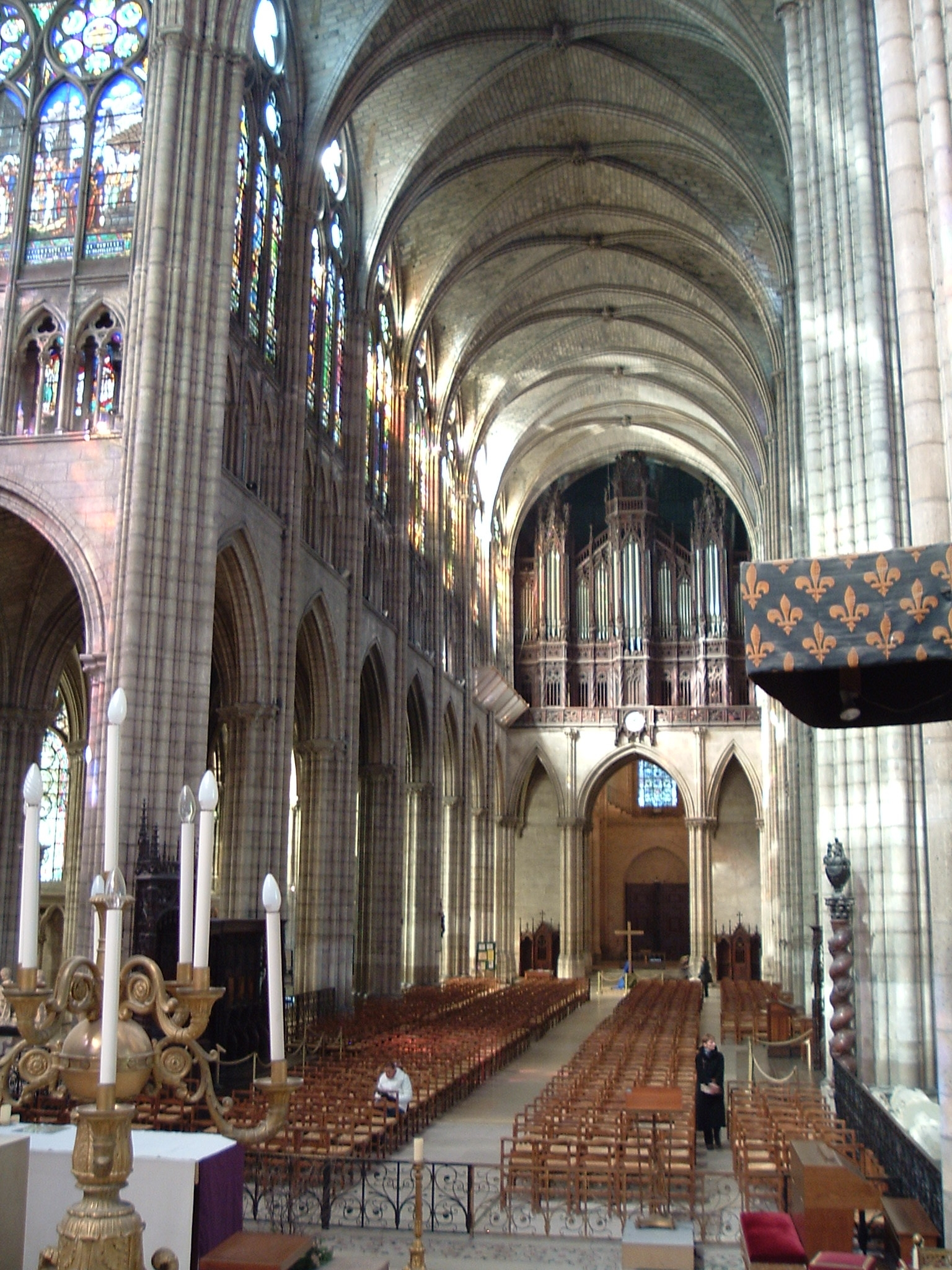
La nau i alguns sepulcres reials.

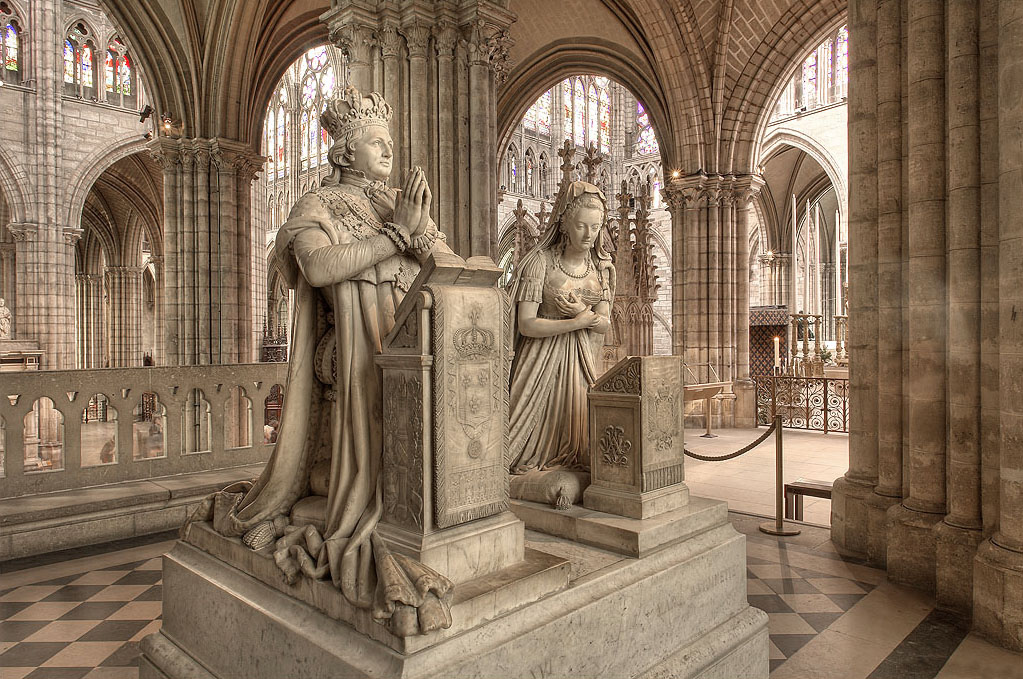
Monuments en memòria de Lluís XVI i Maria Antonieta.

- Carles el Calb, rei de França Occidental i emperador d'Occident
- Arnegonde de Worms, Santa Radegunda, esposa de Clotari I
- Lluís III, rei de França
- Odó I, comte de París, rei de la França Occidental
- Carloman II, rei de la França Occidental
- Hug I Capet, rei de França i fundador de la Dinastia Capet
- Robert II
- Lluís VI
- Lluís VII el Jove i la seva esposa Constança de Castella i de Barcelona (1136-1160)
- Felip August
- Lluís VIII el Lleó i la seva esposa Blanca de Castella i d'Anglaterra (1188-1252)
- Lluís IX el Sant i la seva esposa Margarida de Provença (1221-1295)
- Felip III i la seva esposa Elisabet d'Aragó i d'Hongria (1247-1271)
- Felip IV el Bell
- Lluís X l'Obstinat i la seva esposa Clemència d'Hongria (1290-1328)
- Joan I el Pòstum
- Felip V el Llarg
- Carles IV el Bell i la seva esposa Joana d'Evreux (1310-1371)
- Felip VI de Valois i les seves esposes Joana de Borgonya i de França (1393-1348) i Blanca d'Evreux (1330-1398)
- Joan II el Bo
- Carles V el Savi i la seva esposa Joana de Borbó (1337-1378)
- Carles VI el Boig i la seva esposa Elisabet de Baviera (1370-1435)
- Carles VII i la seva esposa Maria d'Anjou i d'Aragó (1404-1463)
- Carles VIII i la seva esposa Anna de Bretanya (1477-1514), després casada amb Lluís XII
- Lluís XII
- Francesc I i la seva primera esposa Clàudia de França, duquessa de Bretanya (1499-1524)
- Enric II i la seva esposa Caterina de Mèdici (1519-1589)
- Francesc II
- Carles IX
- Enric III
- Enric IV i les seves esposes Margarida de Valois (1553-1615) i Maria de Mèdici
- Lluís XIII i la seva esposa Anna d'Espanya (1601-1666)
- Lluís XIV i la seva esposa Maria Teresa d'Àustria (1638-1683)
- Lluís XV i la seva esposa Maria Leszczynska (el cor d'aquesta és a l'església de Notre-Dame-de-Bonsecours de Nancy, amb els cossos dels seus pares)
- Lluís XVI i la seva esposa Maria Antonieta
- Lluís XVII
- Lluís XVIII

### Altres personatges enterrats
- Carles Martell.
- Margarida de França (1254-1271), filla de Lluís IX.[5]
- Bertrand Du Guesclin.
- Gaspar IV de Coligny, mort en 1649 com a mariscal de França.
- Arnaud Guillaume de Barbazan.
- Carles II d'Alençon (des del segle xix.
- Sofia de França (1786-1787), Madame Sophie segona filla de Lluís XVI.
- Lluís de França (1781-1789), delfí de França, fill gran de Lluís XVI.
- Carles Ferran de França (1778-1820), duc de Berry, segon fill de Carles X.
- Lluïsa Elisabet d'Artois (1817-1817), Mademoiselle, filla gran de Carles Ferran de França.
- Lluís d'Artois (1818-1818), primer fill de Carles Ferran de França.
- N. d'Artois (1776-1783), Mademoiselle, primera filla de Carles X.
- N. d'Artois (1783-1783), Mademoiselle d'Angoulême, segona filla de Carles X.
- Lluís Josep de Borbó (1736-1818), príncep de Condé, duc de Borbó, d'Enghien i de Guisa.
- Lluís Enric Josep de Borbó (1756-1830), príncep de Condé, duc de Borbó, d'Enghien i de Guisa.